# 近藤泰郎
近藤 泰郎（こんどう たいろう、1975年11月26日 - ）は、NHKのアナウンサー。

## 人物
愛知県名古屋市生まれ、埼玉県和光市育ち。埼玉県立浦和高等学校、慶應義塾大学商学部卒業後、2000年入局。

## 嗜好・挿話
- 大阪放送局では、バラエティー番組の進行を任され、際立ったキャラクターで登場することも多くあった。
- 藤井彩子の控えながら、地上デジタル放送推進大使『TEAM 2011』の一員を務めていた。藤井が東京へ戻った後、転勤直前に中村慶子が後任となるまでは、びわ湖放送の牧田衞活、奈良テレビ放送の伊藤將也とともに、数少ない男性大使として活動していた[2]。
- 2度目の鳥取放送局勤務時は、2018年6月より、大木浩司の後任として、放送部副部長を務めた。
- 2度目のあさイチリポーター卒業となった2025年3月12日に扱われたテーマは“転勤”で、自身も京都局への異動を発表した[3]。

## 現在の担当番組・業務
- 民謡魂 ふるさとの歌（司会）（2度目）
- 京都ニュース845（不定期）
- アナウンスグループ統括
- 京都局制作番組の編集責任
- ぐるっと関西おひるまえ〜京都〜（編責）
- 京いちにち（編集責任者）

## 過去の出演番組
鳥取放送局時代（1度目）（2000年度 - 2004年度）
- 鳥取県のニュース・中継・リポート
- とっとりまるごとテレビ

大阪放送局時代（2005年度 - 2007年度）
- 関西のニュース・中継・リポート
- きょうの料理（大阪放送局制作分、2006年度まで）
- 土曜特集『三枝とナニワ三姉妹!』

際立ったキャラクターで登場するようになったきっかけの番組（要出典）。
- 趣味悠々『遺跡ウォッチング』
- もっともっと関西2!（2007年11月 - 2008年3月）
- かんさい特集『きよしとよしみの浪速ナイトショー』（月1回）

高知放送局時代（2008年度 - 2012年度）
- 高知県のニュース・中継・リポート
- とさ金8

東京アナウンス室時代（1度目）（2013年度 - 2015年度）
- あさイチ（リポーター：2013年4月 - 2016年3月16日）（1度目）
- 民謡魂 ふるさとの唄（司会）（1度目）

鳥取放送局時代（2度目）（2016年度 - 2020年8月）
- いちおしNEWSとっとり（キャスター：2016年4月4日 - 2018年3月30日）
- とっとりNEWS845（不定期）
- いろ★ドリ（編集責任者・近藤泰郎のこんな所に城下町!?）
- さんいんスペシャル（編集責任者）
- おはよう鳥取（不定期）
- 鳥取県のニュース・中継・リポート
- 放送部副部長として、アナウンスの統括・指導業務[4]
- ひるまえ直送便・鳥取（編集責任者）
- 鳥取放送局制作番組の編集責任者
- 緊急報道（鳥取放送局発）

東京アナウンス室時代（2度目）（2020年8月 - 2024年度）
- 首都圏ネットワーク　
  - リポーター・ニュースリーダー（2020年9月1日 - 2022年7月）
  - 高井正智、井上裕貴の代理キャスター（2021年7月26日 - 30日、2022年6月20日、8月22日、23日）
  - ナビゲーター（2022年8月8日 - 2023年6月30日）
- 首都圏ニュース845（上原光紀の代理キャスター、2020年11月10日、2021年5月7日、7月6日、8日、9月9日、28日、2022年1月7日、3月2日、5月2日、20日、6月27日 - 7月1日、11日、8月22日、23日）
- ニュース645 （祝日キャスター）
- あさイチ（リポーター：2023年7月 - 2025年3月12日）（2度目）
- 地方局への出張（ローカルニュース・気象情報の担当）
  - 甲府放送局 - 2022年4月28日、29日、6月8日 - 10日、8月31日、9月1日、2日
  - 長野放送局
    - 信州845 - 2022年4月4日、20日、2023年1月23日
    - 長野県のニュース・気象情報 - 2022年4月5日、6日、22日、5月11日、12日、6月24日、7月20日、12月1日、2023年1月24日、25日、2月6日、7日

  - 鳥取放送局 - 2022年8月2日 - 4日、2023年3月19日、20日
  - 広島放送局 - 2021年8月3日 - 5日
- とちぎ630（宇都宮放送局への応援要員・2023年2月27日 - 3月1日）
- 鉄オタ選手権 『東京メトロの陣 第二戦』（NHK BS）：2024年3月30日

京都放送局時代（2025年度 - ）